# 欧内斯特·罗伯特·希尔斯
欧内斯特·罗伯特·希尔斯（英語：Ernest Robert Sears，1910年10月15日—1991年2月15日）是一位美国遗传学家和植物学家，小麦基因组研究的先驱。希尔斯和拉尔夫·莱利是最早通过染色体工程来进行植物育种的科学家，两人共同获得1986年的沃尔夫农业奖。